# Abraxas pantarioides
Abraxas pantarioides là một loài bướm đêm trong họ Geometridae.